# Molenaarsgraaf

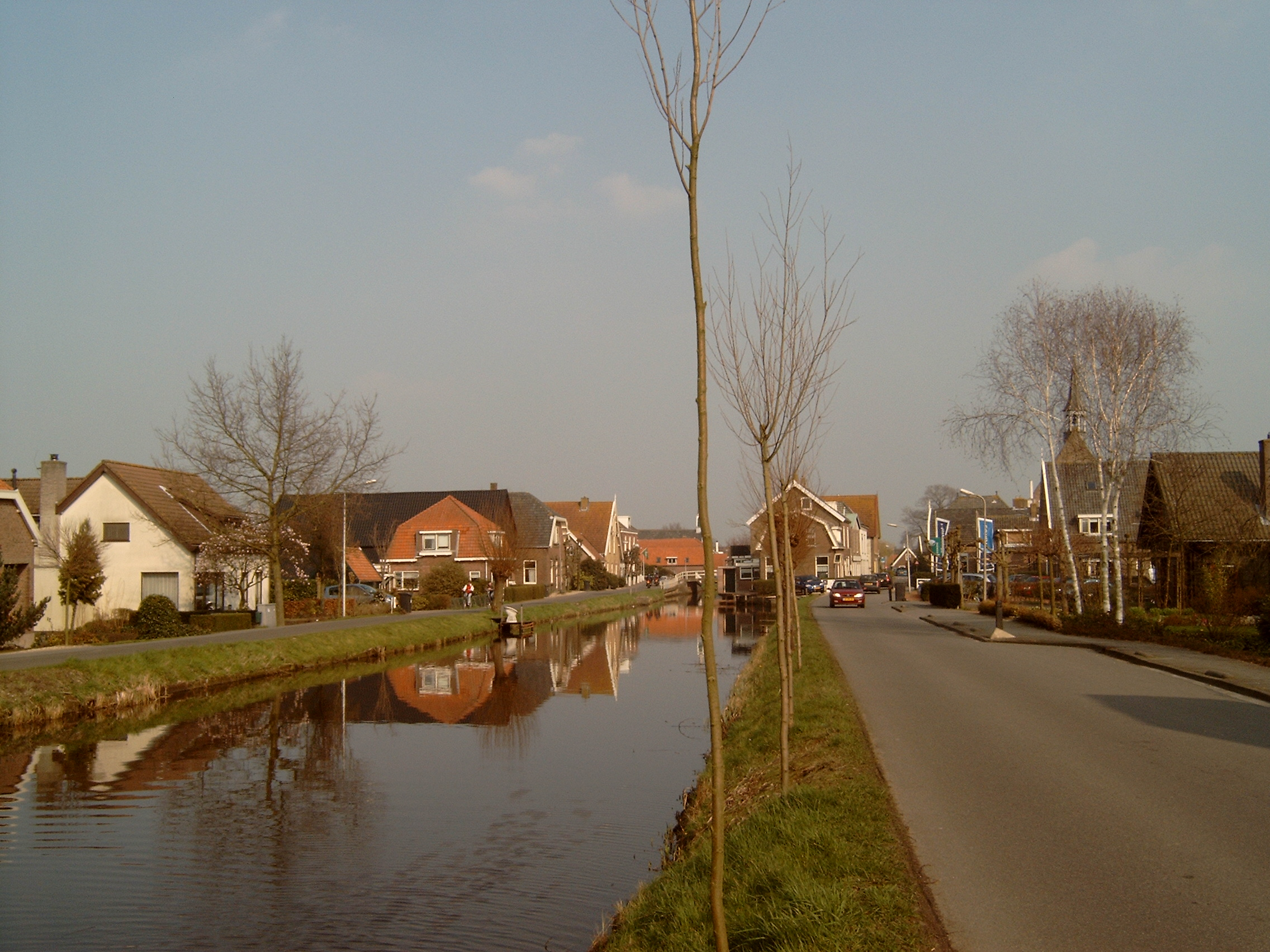
Edifici lungo il Graafstroom a Molenaarsgraaf

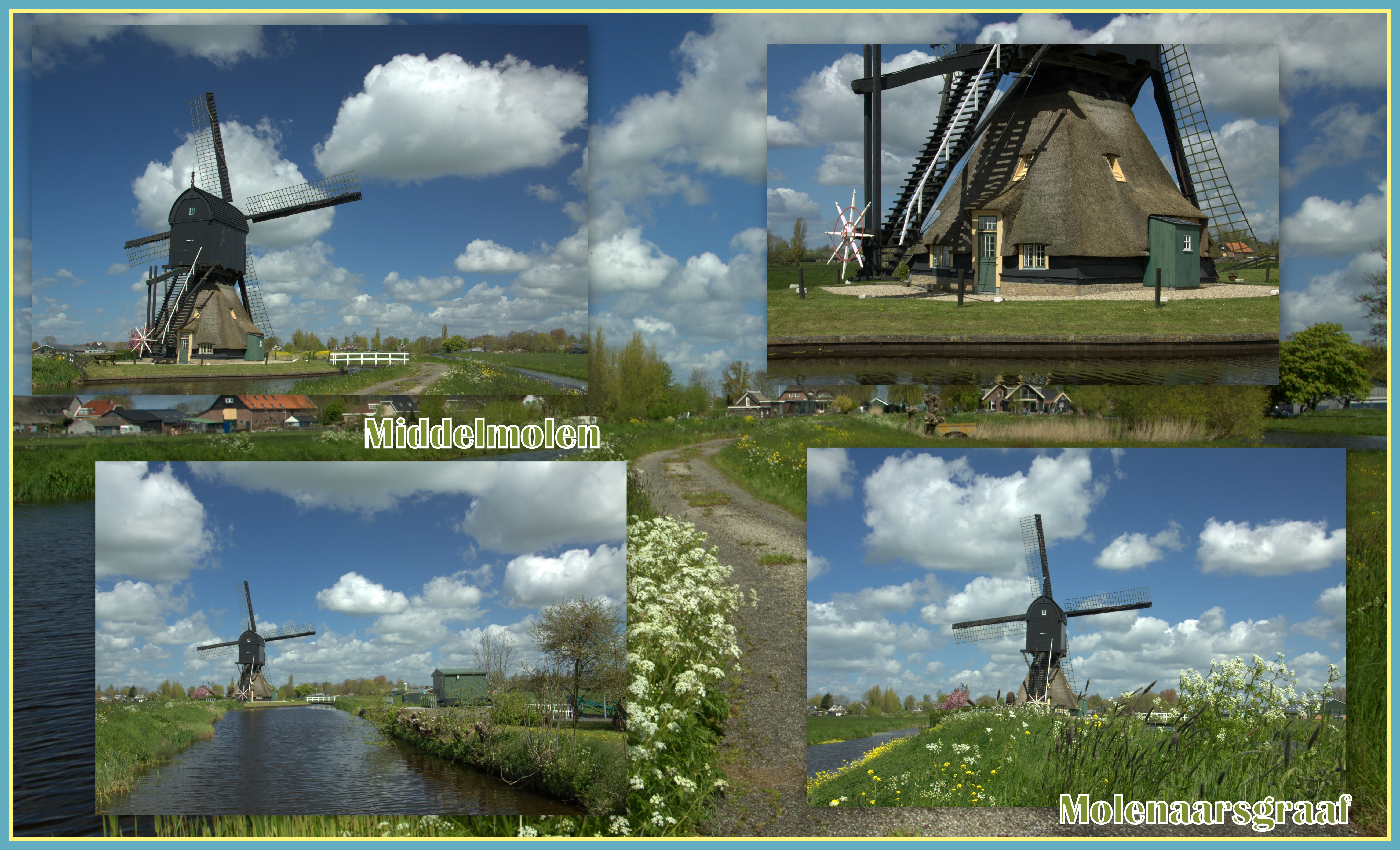
Molenaarsgraaf: il Middelmolen

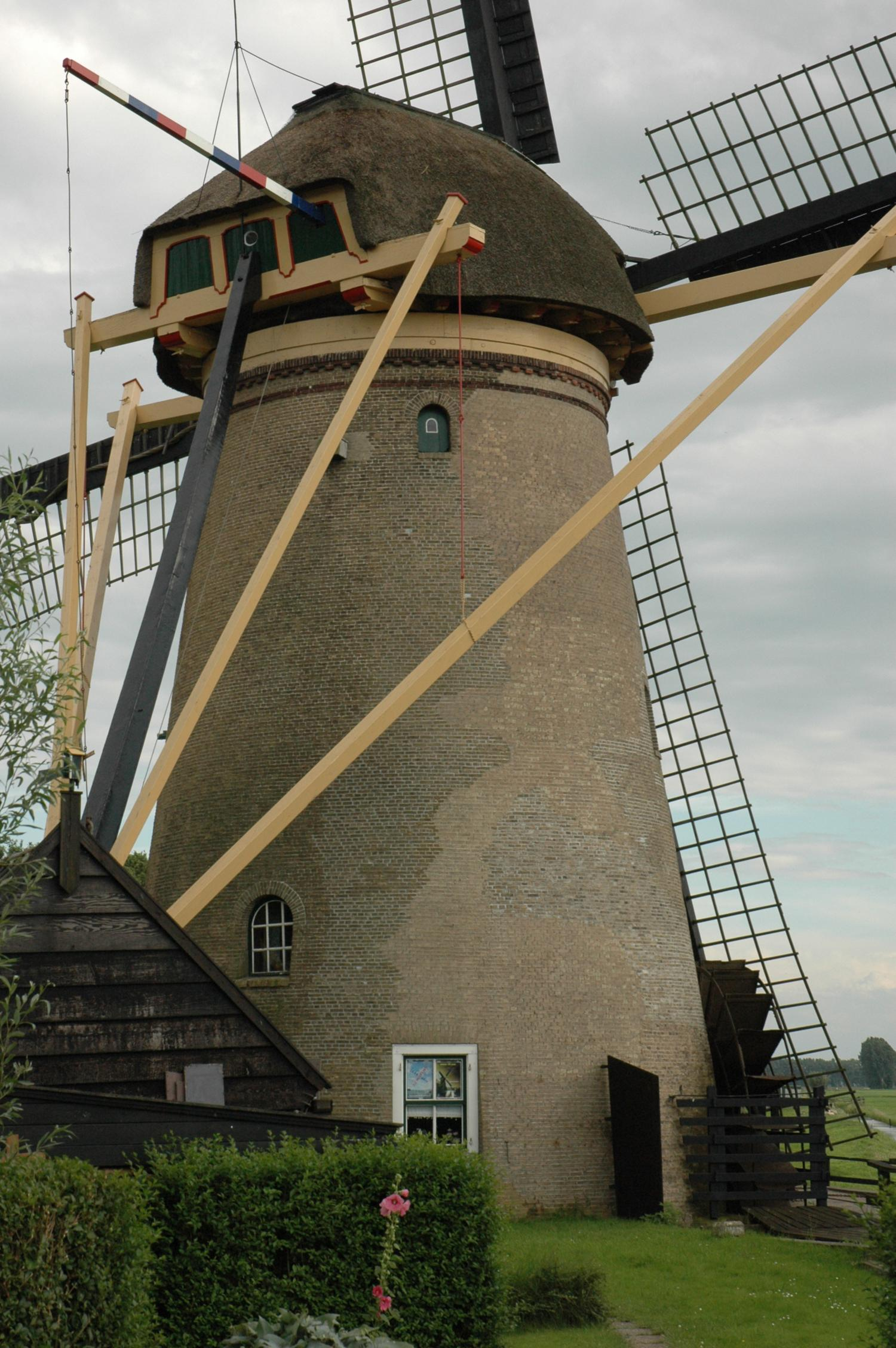
Molenaarsgraaf: il Kerkmolen

Molenaarsgraaf è un villaggio (dorp) di circa 1 200 abitanti del sud-ovest dei Paesi Bassi, facente parte della provincia dell'Olanda Meridionale (Zuid-Holland) e situato lungo il corso del fiume Graafstroom, nella regione di Alblasserwaard. Dal punto di vista amministrativo, si tratta di un ex-comune, comune inglobato nel 1986 nella municipalità di Graafstroom, comune soppresso nel 2013 con l'istituzione della municipalità di Molenwaard, comune a sua voltasoppresso nel 2019 con l'istituzione della nuova municipalità di Molenlanden.

## Geografia fisica

### Territorio
Il villaggio di Molenaarsgraaf si trova nella parte sud-orientale della provincia dell'Olanda Meridionale, nei pressi del confine con la provincia di Utrecht e del confine della provincia del Brabante Settentrionale ed è situato tra le località di Dordrecht/Papendrecht e Gorinchem (rispettivamente a est/nord-est delle prime e a ovest/nord-ovest della seconda), a pochi chilometri a est di Alblasserdam e a nord del corso del fiume Oude Maas.
Il villaggio occupa una superficie di 7,88 km², di cui 0,31 km² sono costituiti da acqua.

## Origini del nome
Il nome del villaggio è una fusione del nome del casato di Molenaere con l'antico nome del villaggio, in origine noto come Graveland o Gravelant, un nome derivato da quello del fiume Graafstroom (o Grave).

## Storia

### Dalle origini ai giorni nostri
L'area in cui sorge il villaggio è abitata almeno sin dal 3000 a.C., come dimostrano i reperti archeologici rinvenuti in loco. Il villaggio sorse però nel XII secolo.
Il 10 febbraio 1244, venne concesso agli abitanti del villaggio il diritto di erigere una cappella in loco.
Nel corso del XVII secolo, il villaggio, ancora noto con il nome Graveland, divenne un dominio del signore di Brederode.
Il 1º febbraio 1953, anche il comune di Molenaarsgraaf venne investito dalla grande alluvione, ma non subì gravi danni come altre zone del Paese.

### Simboli
Nello stemma di Molenaarsgraaf è raffigurato un mulino a vento di colore rosso.
Questo stemma è menzionato in un manoscritto del XVIII secolo come lo stemma di una signoria.

## Monumenti e luoghi d'interesse
Molenaarsgraaf vanta 18 edifici classificati come rijksmonument e 7 edifci classificati come gemeentelijk monument.

### Architetture religiose

#### Hervormde Kerk
Principale edificio religioso di Molenaarsgraaf è la Hervormde Kerk ("chiesa protestante"), una chiesa in stile tardo-gotico, situata nella Dorpsstraat ed eretta nel XVI secolo.

### Architetture civili

#### Middelmolen
Altro edificio d'interesse di Molenaarsgraaf è il Middelmolen, un mulino a vento situato lungo la Graafsdijk-west e risalente probabilmente al 1655.

#### Kerkmolen
Altro storico mulino a vento di Molenaarsgraaf è il Kerkmolen  (letteralmente: "mulino della chiesa"), situato al nr. 24 di Molenhoek e risalente al 1844.

#### Antiche fattorie
Lungo Graafsdijk West e Graafsdijk Oost si trovano inoltre diverse fattorie antiche, risalenti al XVII e al XVIII secolo.

## Società

### Evoluzione demografica
Al censimento del 2020, Molenaarsgraaf contava una popolazione pari a 1 205 abitanti.
La popolazione al di sotto dei 16 anni era pari a 260 unità, mentre la popolazione dai 65 anni in su era pari a 200 unità.
La località ha conosciuto un progressivo incremento demografico a partire dal 2014, quando contava 1 046 abitanti.

## Geografia antropica

### Suddivisioni amministrative
Fa parte del villaggio di Molenaarsgraaf la buurtschap di Vuilendam.